# Nová Brtnice
Nová Brtnice, někdy též zvaná Chaloupky nebo Nová Brtnička, je místní část obce Zašovic. Ve vesnici žije 21 obyvatel.

## Umístění
Katastrální území Nové Brtnice měří 59 ha. Od zastavěného území Zašovic je dělí asi 1,4 km po silnici č. II/405. Na jihu katastrálního území se se tato silnice kříží se silnicí č. II/402, která tratí Lopaty pokračuje na severozápad a z níž těsně za hranicemi obce vede po pravé straně cesta k Chaloupkám, středisku ekologické výchovy. To však je již v katastru obce Kněžic.
Území Nové Brtnice se zvedá směrem k západu a vrcholí kopcem (654,3 m n. m.), na jehož východní straně je bývalá myslivna (651,5 m), dnes zmíněné středisko ekologické výchovy.

## Historie
Nová Brtnice byla založena jako „činžovní vesnice“ na konci 18. století, a to na poštovní silnici poblíž odbočky na Kněžice. Uvádí se též, že měla vzniknout v období moru, kdy byla Brtnice zablokována a ti, kteří utekli z Brtnice a nemohli se dostat zpět tak založili Novou Brtnici.
| Rok            | 1869 | 1880 | 1890 | 1900 | 1910 | 1921 | 1930 | 1950 | 1961 | 1970 | 1980 | 1991 | 2001 |
| -------------- | ---- | ---- | ---- | ---- | ---- | ---- | ---- | ---- | ---- | ---- | ---- | ---- | ---- |
| Počet obyvatel | 74   | 74   | 83   | 78   | 74   | 86   | 78   | 72   | 61   | 44   | 33   | 20   | 14   |

## Osobnosti
- Dagmar Minaříková (1935–2001), geoložka
- Emilie Melčová (1914–1996), vojačka